# 獨立策展
獨立策展是指在博物館、美術館等等收藏物品的單位中，由不屬於該單位的個人或公司負責安排展覽的籌備工作及相關活動（包含刊物的出版、研討會等活動的舉辦）。其服務的對象，從國家級的大型博物館，到小型的藝術工作室。而負責這種業務的人員，被稱為獨立策展人。
將收藏品展出的規劃工作交給專人處理，可以讓博物館、美術館的職員專注於收藏品的管理。